# Merionoeda miranda
Merionoeda miranda là một loài bọ cánh cứng trong họ Cerambycidae.